# Heat Waves
Heat Waves is een single van de Britse band Glass Animals uit 2020. Het stond in hetzelfde jaar als veertiende track op het album Dreamland, waar het de vierde single van was, na Tokyo Drifting, Your Love (Déjà Vu) en Dreamland.

## Achtergrond
Heat Waves is geschreven en geproduceerd door Dave Bayley. Het is een psychedelische popnummer dat gaat over herinneringen. De artiest schreef het nummer door een herinnering aan een vriend die overleden was in juni, wat terugkomt in de songtekst van het lied. Het lied begint vrolijk, waarna het wat rustiger en duisterder wordt om vervolgens weer opgewekt te klinken. Het nummer vergaarde in 2020 en vooral in 2021 bekendheid, nadat het veel op het socialemediaplatform TikTok voorbijkwam. Het lied was ook onderdeel van de soundtrack van het computerspel FIFA 21. Doordat het lied zo langzaam bekendheid vergaarde en het in sommige landen pas in 2022 bovenaan de hitlijsten te vinden was, kan het worden gezien als een sleeper hit, een lied dat langzaam steeds populairder wordt.

## Videoclip
De bijbehorende videoclip is opgenomen tijdens de coronapandemie. In de clip is een persoon te zien die met televisies in een wagentje door een lege straat loopt. Hierna stapt hij in een vrijwel lege bus om vervolgens de tv's neer te zetten in een leeg theater. Op de schermen zijn vervolgens de andere bandleden van Glass Animals te zien, en begint de man, de laatste bandlid, het lied (Heat Waves) te zingen voor een lege zaal. Anno november 2024 is de muziekvideo meer dan 750 miljoen keer bekeken op YouTube.

## Hitnoteringen
Het lied piekte in landen over de hele wereld boven in de hitlijsten. Opvallend is vooral de lange tijd dat het genoteerd stond in sommige landen. In Australië, waar het kwam tot de eerste plaats, stond het maar liefst 69 weken genoteerd. Ook in Nieuw-Zeeland, Portugal, Zwitserland, het Verenigd Koninkrijk, Canada en de Verenigde Staten heeft langer dan een jaar in de lijst gestaan. Heat Waves werd zo het best verkochte nummer van 2022 in de VS en Canada. Het nummer stond in een reeks andere landen ook bovenaan in de wekelijkste hitlijsten. Naast Australië stond het ook in de Verenigde Staten, Canada en Zwitserland het nummer bovenaan. Het piekte op de tweede positie in Nieuw-Zeeland, Nederlandse Top 40, Duitsland, Oostenrijk en Noorwegen. In Vlaanderen en Portugal was de vierde positie de hoogste plek waar het nummer op stond. Andere top 10 noteringen waren de vijfde plaats in het Verenigd Koninkrijk, de zesde plaats in de Single Top 100 en in Zweden, de zevende plek in Wallonië en Finland en de negende positie in Denemarken.

### Ultratop 50 Vlaanderen
| Positie: | 10 | 9  | 5  | 6  | 7  | 7  | 5  | 5  | 5  | 5  | 4  | 5  | 4  | 6  | 7  | 5  | 6  | 13 | 10 | 6  | 17  |
| Week:    | 22 | 23 | 24 | 25 | 26 | 27 | 28 | 29 | 30 | 31 | 32 | 33 | 34 | 35 | 36 | 37 | 38 | 39 | 40 | 41 |     |
| Positie: | 15 | 15 | 13 | 17 | 17 | 14 | 19 | 17 | 16 | 12 | 17 | 20 | 15 | 19 | 33 | 28 | 31 | 32 | 23 | 30 | uit |

### NPO Radio 2 Top 2000
Heat Waves stond alleen in 2022 in de NPO Radio 2 Top 2000, op plek 1512.